# Grb Srbije
Grb Srbije je grb određen Zakonom o grbu Kraljevine Srbije od 16. lipnja, 1882.
Grb je dvoglavi srebrni orao na crvenom štitu s kraljevskom krunom. Na vrhu obje glave dvoglavog srebrnog orla stoji kraljevska kruna i ispod svake kandži po jedan cvijet ljiljana. Na prsima mu je grb Kneževine Srbije "bijeli križ na crvenom štitu s po jednim lomačem u svakom kutu križa".
Grb je prekriven purpurnim ogrtačem od hermelina, s kraljevskom krunom na vrhu.
Postoje Veliki grb i Mali grb Srbije. Iako su simboli grba Srbije od davnina, ovi su grbovi kraljevske kuće Obrenović. Na taj način osigurala se podrška onih koji su smatrali da je uvođenjem monarhističkih grbova predviđen povratak obitelji Karađorđević.

## Socijalističko razdoblje
Ustav Socijalističke Republike Srbije od 25. veljače 1974. odredio je grb SR Srbije slično kao i prethodni ustavi Socijalističke odnosno Narodne Republike Srbije.